# 蔵田伸雄
蔵田 伸雄（くらた のぶお、1963年 - ）は日本の倫理学者。創価大学大学院文学研究科教授。カント研究から出発し、近年では生命倫理学を中心とした応用倫理学研究に従事している。上田紀行、鬼頭秀一、森岡正博らと共に電子ジャーナル『現代文明学研究』の編集委員を務めた。

## 来歴
兵庫県生まれ。大阪教育大学附属高等学校池田校舎卒業後、京都大学文学部入学。1994年、同大学大学院文学研究科博士後期課程研究指導認定退学（哲学専攻西洋哲学史分科）。三重大学人文学部助教授、北海道大学大学院文学研究科教授などを経て、創価大学大学院文学研究科教授。